# Lounès Hamraoui
Pour les articles homonymes, voir Hamraoui.
Lounès Hamraoui est un boxeur français né le 9 août 1998.

## Biographie
Lounès Hamraoui est médaillé d'argent des championnats d'Europe 2022 à Erevan dans la catégorie des poids super-légers (-63,5 kg) à Erevan.